# Mairy-sur-Marne
Pour les articles homonymes, voir Mairy (homonymie).
Mairy-sur-Marne est une commune française, située dans le département de la Marne en région Grand Est.

## Géographie

### Localisation
Mairy-sur-Marne se trouve au centre du département de la Marne, en région Grand Est. La commune appartient à la région agricole de la vallée de la Marne, qui y traverse la Champagne crayeuse.
La commune de Mairy-sur-Marne s'étend sur une superficie de 2 078 hectares. Elle est délimitée à l'est par la Marne, qui sert de frontière avec les communes voisines. Sur son territoire, l'altitude varie de 82 à 153 mètres. Son point culminant se trouve au sud de la commune, au lieu-dit la Corbeille.
Par la route, Mairy-sur-Marne se situe à 12 km de Châlons-en-Champagne, préfecture de la Marne, à 23 km de Vitry-le-François, et à 3 km de Saint-Germain-la-Ville, siège de la communauté de communes de la Moivre à la Coole dont Mairy-sur-Marne fait partie. La commune fait en outre partie du bassin de vie de Châlons-en-Champagne.
Mairy-sur-Marne est limitrophe de 8 communes :
| Écury-sur-Coole                 | Sogny-aux-Moulins | Chepy                                |
|                                 | Mairy-sur-Marne   | Saint-Germain-la-Ville               |
| Saint-Quentin-sur-Coole, Cernon | Coupetz           | Togny-aux-Bœufs, Vésigneul-sur-Marne |

### Hydrographie

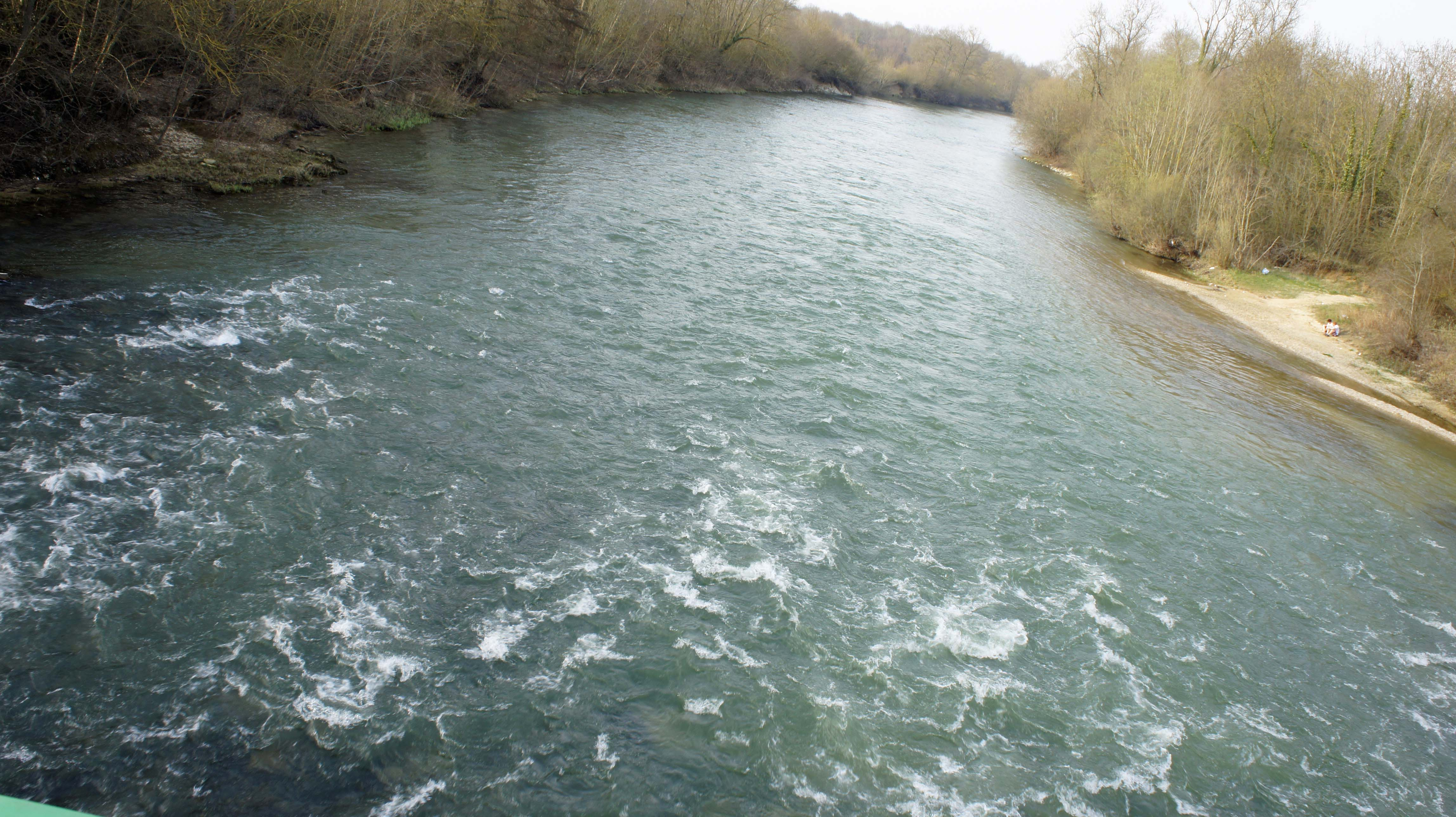
La Marne à Mairy-sur-Marne.

La commune est dans la région hydrographique « la Seine de sa source au confluent de l'Oise (exclu) » au sein du bassin Seine-Normandie. Elle est drainée par la Marne et la Guenelle,.
La Marne prend sa source sur le plateau de Langres, dans la commune de Saints-Geosmes (Haute-Marne) et se jette dans la Seine entre Charenton-le-Pont et Alfortville (Val-de-Marne) dans le quartier de Conflans-l'Archevêque. Les caractéristiques hydrologiques de la Marne sont données par la station hydrologique située sur la commune de Mairy-sur-Marne. Le débit moyen mensuel est de 73,5 m3/s. Le débit moyen journalier maximum est de 453 m3/s, atteint lors de la crue du 27 janvier 2018. Le débit instantané maximal est quant à lui de 456 m3/s, atteint le même jour.
La Guenelle, d'une longueur de 30 km, prend sa source dans la commune de Glannes et se jette dans la Marne sur la commune, après avoir traversé onze communes. 

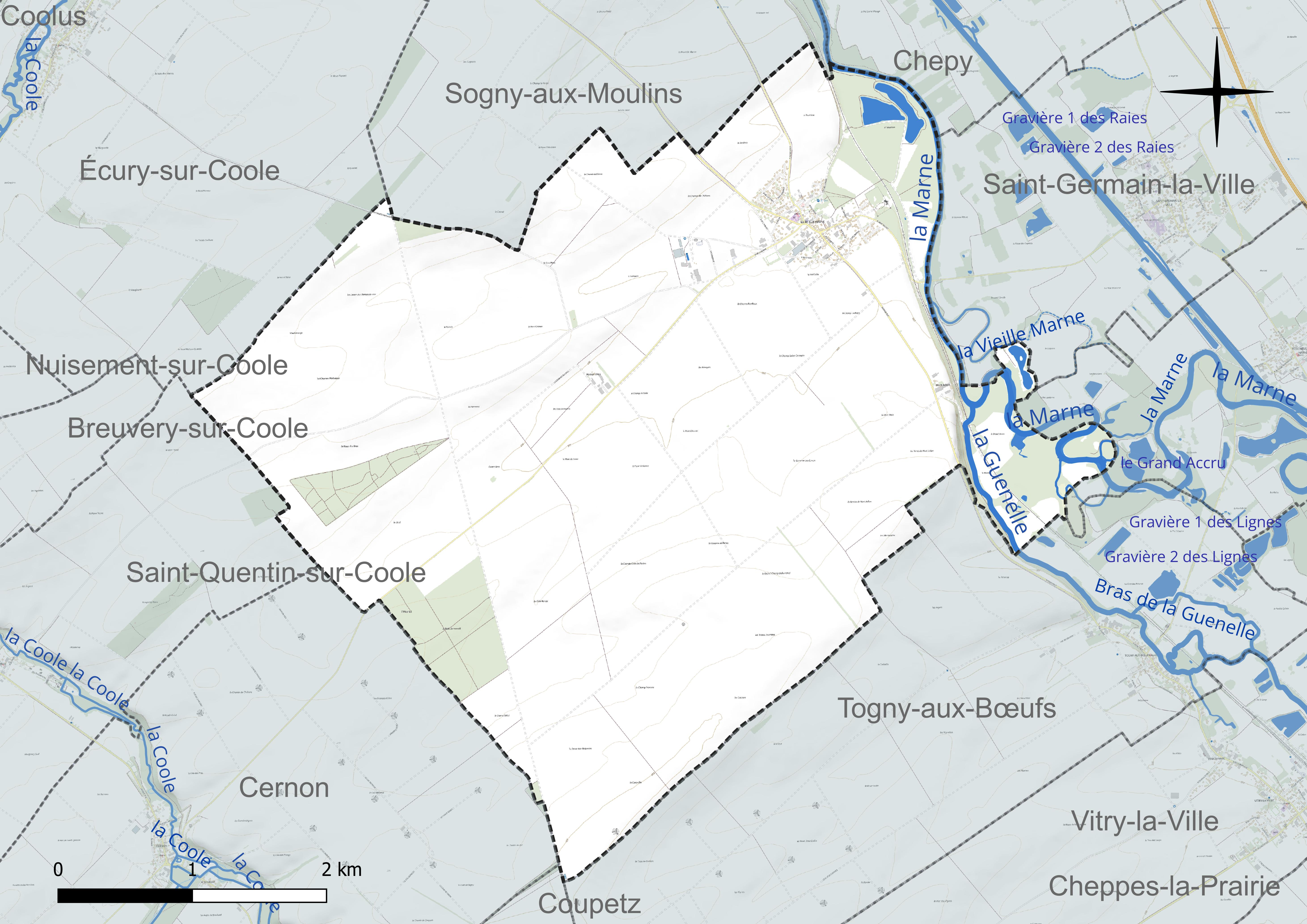
Réseau hydrographique de Mairy-sur-Marne.

### Climat
Pour des articles plus généraux, voir Climat du Grand Est et Climat de la Marne.
En 2010, le climat de la commune est de type climat océanique dégradé des plaines du Centre et du Nord, selon une étude du Centre national de la recherche scientifique s'appuyant sur une série de données couvrant la période 1971-2000. En 2020, Météo-France publie une typologie des climats de la France métropolitaine dans laquelle la commune est exposée à un climat océanique altéré et est dans la région climatique  Nord-est du bassin Parisien, caractérisée par un ensoleillement médiocre, une pluviométrie moyenne régulièrement répartie au cours de l’année et un hiver froid (3 °C). 
Pour la période 1971-2000, la température annuelle moyenne est de 10,5 °C, avec une amplitude thermique annuelle de 15,9 °C. Le cumul annuel moyen de précipitations est de 673 mm, avec 11,1 jours de précipitations en janvier et 8,3 jours en juillet. Pour la période 1991-2020, la température moyenne annuelle observée sur la station météorologique de Météo-France la plus proche, « Fagnières-Inra », sur la commune de Fagnières à 11 km à vol d'oiseau, est de 11,2 °C et le cumul annuel moyen de précipitations est de 632,3 mm. 
La température maximale relevée sur cette station est de 41,8 °C, atteinte le 25 juillet 2019 ; la température minimale est de −21 °C, atteinte le 6 janvier 1985,,. 
Les paramètres climatiques de la commune ont été estimés pour le milieu du siècle (2041-2070) selon différents scénarios d'émission de gaz à effet de serre à partir des nouvelles projections climatiques de référence DRIAS-2020. Ils sont consultables sur un site dédié publié par Météo-France en novembre 2022.

### Milieux naturels et biodiversité
L'Inventaire national du patrimoine naturel (INPN) recense 537 espèces sur le territoire de la commune, dont 94 espèces protégées et 54 espèces menacées.
Mairy-sur-Marne compte une zone naturelle d'intérêt écologique, faunistique et floristique (ZNIEFF) de type I : la ZNIEFF des « noues et cours de la Marne, forêts, prairies et autres milieux », au carrefour des communes de Mairy-sur-Marne, Saint-Germain-la-Ville, Togny-aux-Bœufs et Vésigneul-sur-Marne. Sur 433 hectares, la zone représente une diversité de milieux : rivières, ruisseaux et méandres recoupés ; noues marécageuses ; mares et étangs (formés sur d'anciennes gravières) ; prairies alluviales, mésophiles ou artificielles ; forêts (dominées par le frêne et le chêne pédonculé) et peupleraies. Du point de vue de la faune, la zone accueille plusieurs espèces figurant sur la liste rouge régionale, notamment six espèces d'oiseaux et six espèces de libellules.
L'est de la commune et la ZNIEFF des « noues et cours de la Marne, forêts, prairies et autres milieux » sont inclus dans la ZNIEFF de type II de la « vallée de la Marne de Vitry-le-François à Épernay », qui s'étend sur plus de 13 000 hectares entre ceux deux villes et comprend sept ZNIEFF de type I représentant « les milieux les plus remarquables et les mieux conservés de cette partie de la vallée ».

## Urbanisme

### Typologie
Au 1er janvier 2024, Mairy-sur-Marne est catégorisée bourg rural, selon la nouvelle grille communale de densité à sept niveaux définie par l'Insee en 2022.
Elle est située hors unité urbaine. Par ailleurs la commune fait partie de l'aire d'attraction de Châlons-en-Champagne, dont elle est une commune de la couronne,. Cette aire, qui regroupe 97 communes, est catégorisée dans les aires de 50 000 à moins de 200 000 habitants,.

### Occupation des sols
L'occupation des sols de la commune, telle qu'elle ressort de la base de données européenne d’occupation biophysique des sols Corine Land Cover (CLC), est marquée par l'importance des territoires agricoles (88,4 % en 2018), une proportion sensiblement équivalente à celle de 1990 (88,7 %). La répartition détaillée en 2018 est la suivante : 
terres arables (85,8 %), forêts (7,1 %), milieux à végétation arbustive et/ou herbacée (2,6 %), zones agricoles hétérogènes (2,1 %), zones urbanisées (1,8 %), prairies (0,5 %). L'évolution de l’occupation des sols de la commune et de ses infrastructures peut être observée sur les différentes représentations cartographiques du territoire : la carte de Cassini (XVIIIe siècle), la carte d'état-major (1820-1866) et les cartes ou photos aériennes de l'IGN pour la période actuelle (1950 à aujourd'hui).

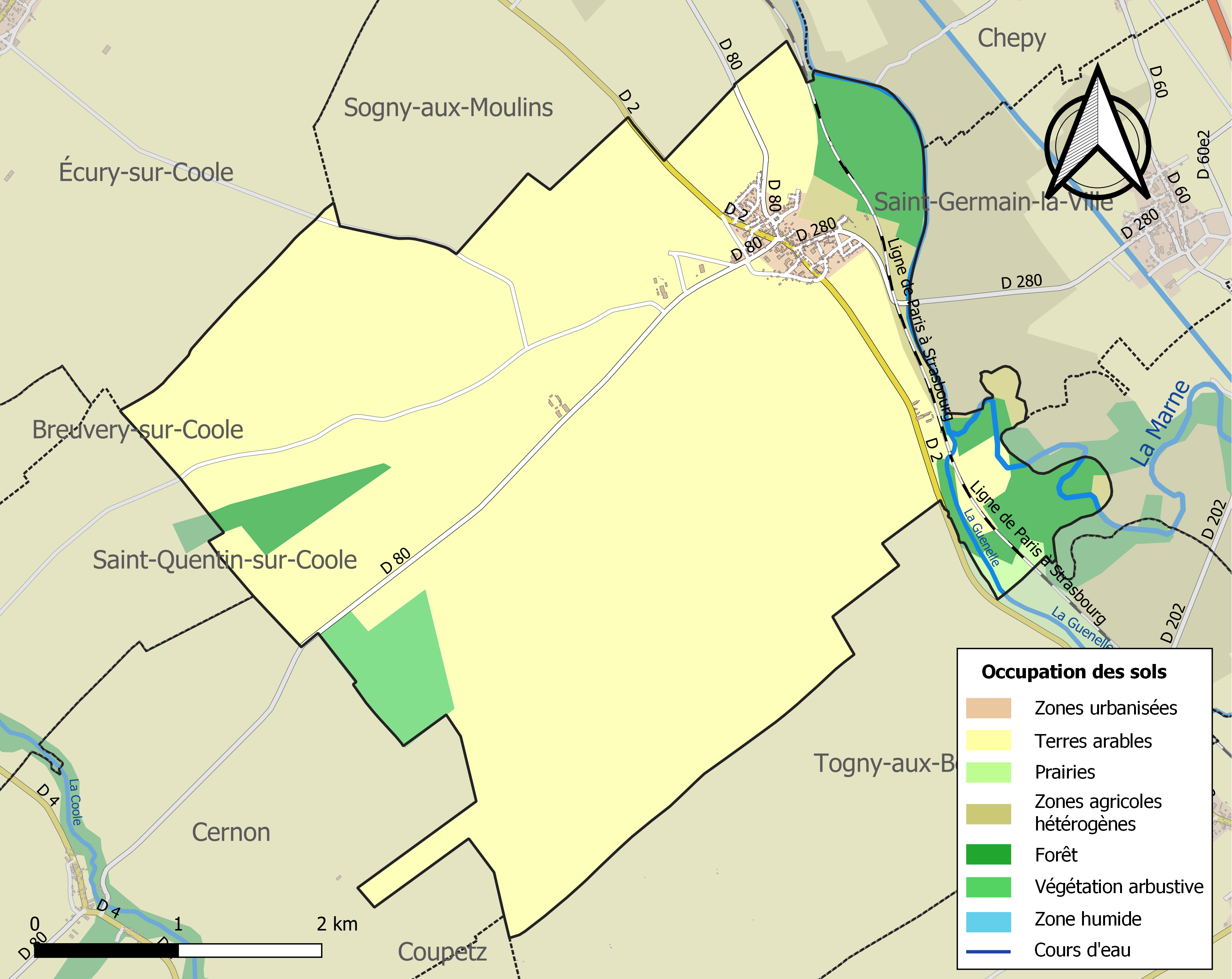
Carte des infrastructures et de l'occupation des sols de la commune en 2018 (CLC).

### Hameaux et écarts
Outre le village de Mairy-sur-Marne, la commune compte deux hameaux : Maison Dieu, au centre du territoire communal, et Mont Jallon à l'est, sur la route menant à Togny-aux-Bœufs.

## Toponymie
Le nom de la localité est attesté sous les formes Mairei (1043) ; Maireium (1092) ; Mairi (1161) ; Meriacum (vers 1240) ; Maireis super Maternam (1234-1243) ; Mairey (1263) ; Maireyum (1308) ; Mairy (1383) ; Mery (XIVe siècle) ; Meray-sur-Marne (1526) ; Merey près Chaolons en Champaigne (1540) ; Méry-sur-Marne (1542) ; Ecclesia de Matreio (1755) ; Mairy en 1793, puis Mairy-sur-Marne en 1801.
L'étymologie possible ferait venir Mairy d'un nom de personne romaine Marias plus un suffixe gallo-romain -acum, d'où « le lieu de Marias ».[réf. nécessaire]
Le village est situé à proximité de la Marne, rivière française située à l'est du Bassin parisien. C'est la plus grande rivière de France et le principal affluent de la Seine.

## Histoire
Mairy-sur-Marne a possédé sa propre gare sur la ligne de Paris-Est à Strasbourg-Ville. Il s'agissait d'une simple halte, appelée "Mairy - Saint-Germain" avec un bâtiment d'un étage qui pourrait être une maisonnette de garde-barrière reconvertie. Les trains ne s'y arrêtent désormais plus mais le bâtiment, en partie muré, existe toujours.

## Politique et administration

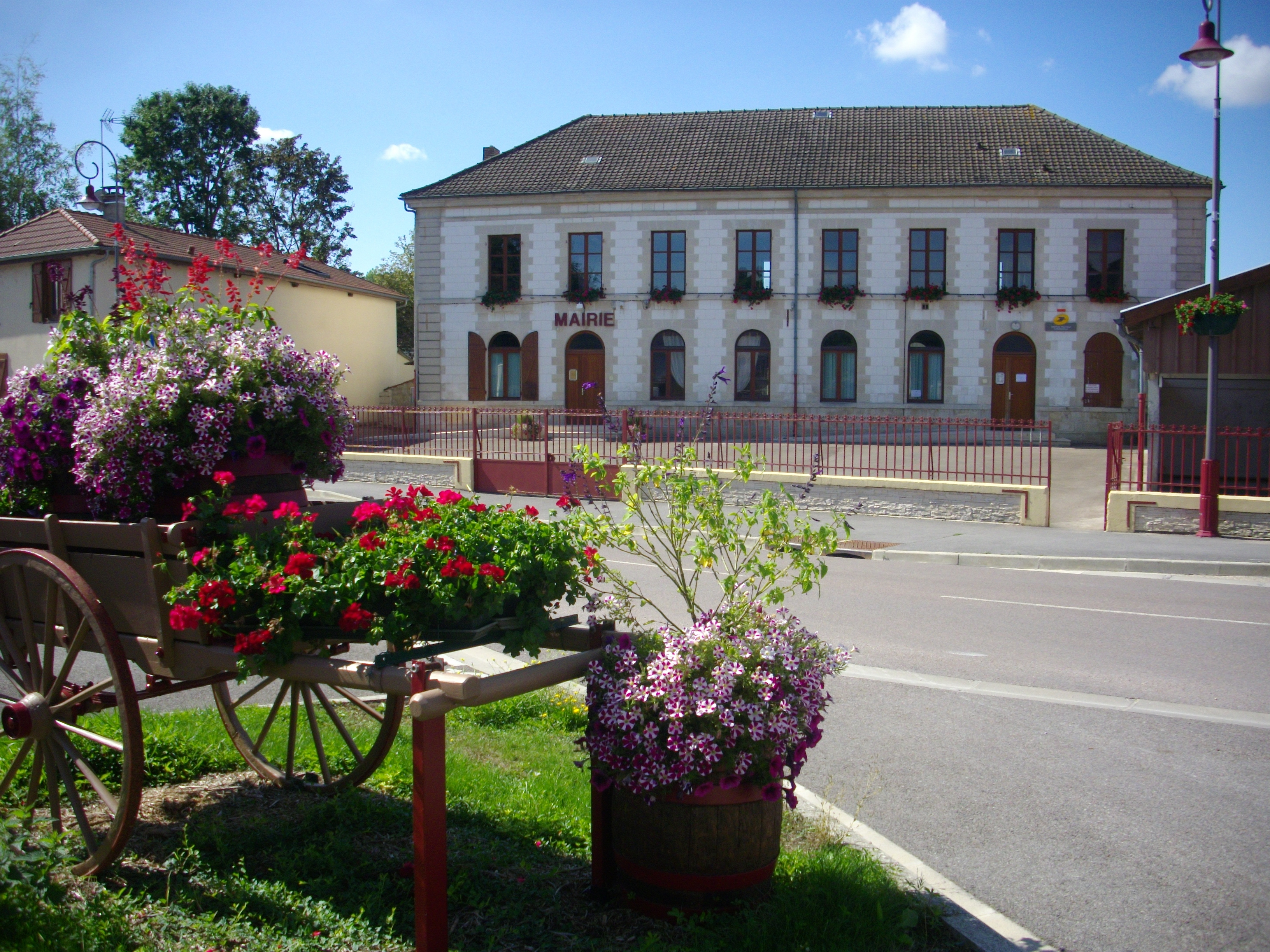
La mairie.

### Intercommunalité
La commune, antérieurement membre de la communauté de communes de la Guenelle, est membre, depuis le 1er janvier 2014, de la communauté de communes de la Moivre à la Coole.
En effet, conformément au schéma départemental de coopération intercommunale de la Marne du 15 décembre 2011, cette communauté de communes de la Moivre à la Coole est issue de la fusion, au 1er janvier 2014, de la communauté de communes de la Vallée de la Coole, de la communauté de communes de la Guenelle, de la communauté de communes du Mont de Noix et de la communauté de communes de la Vallée de la Craie.

### Liste des maires
| Période              | Période                      | Identité                                 | Étiquette | Qualité                                                                                                |
| -------------------- | ---------------------------- | ---------------------------------------- | --------- | --- |
| An I                 | 27 vendémiaire An II         | M. Charpentier                           |           | |
| 27 vendémiaire An II | 11 messidor An III           | Joseph Flot                              |           | |
| 11 messidor An III   | An VIII                      | Louis Bruant                             |           | |
| An VIII              | 1807                         | M. Lacroix                               |           | |
| 1807                 | 1830                         | Claude Marie Louis Loisson de Guinaumont |           | |
| 1830                 | 1831                         | David Viard                              |           | |
| 1831                 | 1837                         | Joseph Flot                              |           | |
| 1837                 | 1840                         | Jean-Baptiste Bruant                     |           | |
| 1840                 | 1865                         | Louis Bruant-Guerin                      |           | |
| 1865                 | 1876                         | Charles-Eugène Gallois                   |           | |
| 1876                 | 1889                         | Stanislas Jolicoeur (1821-1889)          |           | |
| 1889                 | 1900                         | Adolphe Haime                            |           | |
| 1900                 | 1925                         | Apollinaire Songy                        |           | |
| 1925                 | 1929                         | Auguste Bruant                           |           | |
| 1929                 | 1941                         | Apollinaire Songy                        |           | |
| 1941                 | octobre 1944                 | André Marchal                            |           | |
| octobre 1944         | novembre 1944                | Joseph Loisson de Guinaumont             |           | |
| 1944                 | 1947                         | André Kandel                             |           | |
| 1947                 | 1977                         | Albert Songy                             |           | |
| 1977                 | 1989                         | René Cossenet                            |           | |
| 1989                 | 1999                         | Jacques Airoldi                          |           | |
| 1999                 | mars 2001                    | René Cossenet                            |           | |
| mars 2001            | mars 2008                    | Dany Drouot                              |           | |
| mars 2008            | En cours (au 2 février 2021) | Catherine Pujol                          |           | Enseignante Vice-président de la CC de la Moivre à la Coole (2020 → ) Réélue pour le landat 2020-2026, |

## Équipements et services publics

### Eau et déchets
L'approvisionnement en eau potable et l'assainissement des eaux usées sont des compétences de la communauté de communes de la Moivre à la Coole. La commune de Mairy-sur-Marne est alimentée en eau potable par le captage du puits « La Côte des Prés » à Coupetz. L'approvisionnement en eau potable est délégué à Veolia. L'assainissement y est collectif. La communauté de communes gère en régie la station d'épuration de Mairy-sur-Marne, d'une capacité de 600 équivalent-habitants. En raison de sa vétusté, une nouvelle station d'épuration doit être inaugurée en 2026.
Le service public des déchets est assuré par le Syndicat mixte du Sud-Est Marnais (SYMSEM), qui a mis en place une redevance incitative. La collecte des ordures ménagères résiduelles (en bacs noirs pucés ou en sacs rouges prépayés) et des emballages ménagers recyclables (en sacs jaunes) est réalisée en porte à porte. Le SYMSEM adhérant au syndicat de valorisation des ordures ménagères de la Marne (SYVALOM), ces déchets sont amenés en centre de transfert à Sainte-Menehould ou Vitry-en-Perthois, puis valorisés sur le site de La Veuve. La collecte du verre se fait en apport volontaire, avant transformation dans une usine de Reims. Pour les déchets volumineux ou dangereux, le SYMSEM met à disposition de ses habitants une plateforme de déchets verts et gravats, à Saint-Amand-sur-Fion, ainsi que 12 déchèteries, dont celle de Mairy-sur-Marne qui a vu 4 275 passages en 2023.

### Enseignement
Mairy-sur-Marne fait partie de l'académie de Reims.
Mairy-sur-Marne compte une école élémentaire, installée rue du Moutier et accueillant 88 élèves (chiffres 2024-2025). Pour l'école maternelle, Mairy-sur-Marne dépend de l'école de Vitry-la-Ville, installée rue de la Libération et accueillant 35 élèves (chiffres 2024-2025). Ces deux établissements font l'objet d'un regroupement pédagogique et sont fréquentés par les écoliers de Cheppes-la-Prairie, Mairy-sur-Marne, Saint-Martin-aux-Champs, Sogny-aux-Moulins, Togny-aux-Bœufs et Vitry-la-Ville.
Les enfants de Mairy-sur-Marne sont ensuite rattachés au collège Nicolas Appert et au lycée Jean Talon, tous les deux situés à Châlons-en-Champagne.

### Postes et télécommunications
La commune dispose d'une agence postale communale, installée rue du Moutier.
Trois boîtes aux lettres de La Poste se trouvent par ailleurs sur son territoire : Grande Rue, rue de l'Église et rue Saint-Michel.

### Justice, sécurité et secours
Du point de vue judiciaire, Mairy-sur-Marne relève du conseil de prud'hommes, du tribunal de commerce, du tribunal judiciaire, du tribunal paritaire des baux ruraux et du tribunal pour enfants de Châlons-en-Champagne, dans le ressort de la cour d'appel de Reims. Pour le contentieux administratif, la commune dépend du tribunal administratif de Châlons-en-Champagne et de la cour administrative d'appel de Nancy.
Mairy-sur-Marne est située en secteur Gendarmerie nationale et dépend de la brigade de Vitry-la-Ville.
En matière d'incendie et de secours, la commune dépend du Service départemental d'incendie et de secours (SDIS) de la Marne.

## Population et société

### Démographie
L'évolution du nombre d'habitants est connue à travers les recensements de la population effectués dans la commune depuis 1793. Pour les communes de moins de 10 000 habitants, une enquête de recensement portant sur toute la population est réalisée tous les cinq ans, les populations de référence des années intermédiaires étant quant à elles estimées par interpolation ou extrapolation. Pour la commune, le premier recensement exhaustif entrant dans le cadre du nouveau dispositif a été réalisé en 2005.

En 2022, la commune comptait 565 habitants, en évolution de +3,1 % par rapport à 2016 (Marne : −1,19 %, France hors Mayotte : +2,11 %).
| 1793 | 1800 | 1806 | 1821 | 1831 | 1836 | 1841 | 1846 | 1851 |
| ---- | ---- | ---- | ---- | ---- | ---- | ---- | ---- | ---- |
| 244  | 277  | 325  | 368  | 352  | 376  | 368  | 365  | 386  |

| 1856 | 1861 | 1866 | 1872 | 1876 | 1881 | 1886 | 1891 | 1896 |
| ---- | ---- | ---- | ---- | ---- | ---- | ---- | ---- | ---- |
| 388  | 384  | 401  | 383  | 367  | 365  | 323  | 294  | 265  |

| 1901 | 1906 | 1911 | 1921 | 1926 | 1931 | 1936 | 1946 | 1954 |
| ---- | ---- | ---- | ---- | ---- | ---- | ---- | ---- | ---- |
| 270  | 280  | 252  | 265  | 226  | 215  | 221  | 250  | 264  |

| 1962 | 1968 | 1975 | 1982 | 1990 | 1999 | 2005 | 2006 | 2010 |
| ---- | ---- | ---- | ---- | ---- | ---- | ---- | ---- | ---- |
| 265  | 289  | 311  | 605  | 589  | 564  | 544  | 534  | 565  |

| 2015 | 2020 | 2022 | - | - | - | - | - | - |
| ---- | ---- | ---- | - | - | - | - | - | - |
| 548  | 562  | 565  | - | - | - | - | - | - |

## Culture locale et patrimoine

### Lieux et monuments

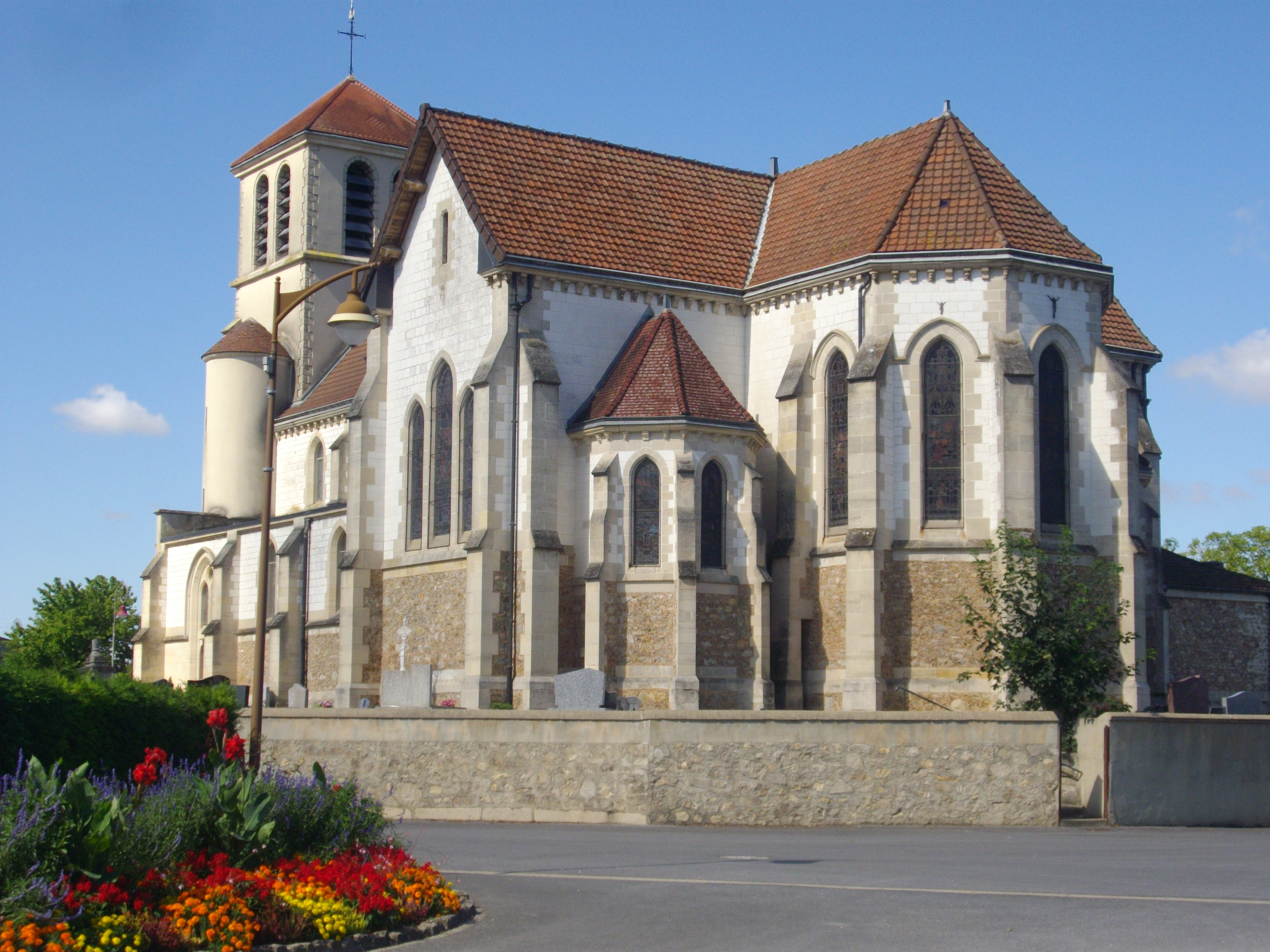
L'église Saint-Léger.

- Le château de Mairy-sur-Marne a été construit vers 1680.
- Intéressante mairie construite par le maître d'œuvre châlonnais Galot (2e tiers du XIXe siècle).
- L'église Saint-Léger reconstruite par les architectes François Poisel et Raphaël Jacquesson en deux étapes (1877-1883 et 1896).

### Personnalités liées à la commune
Des membres de la famille Loisson comte de Guinaumont reposent en la chapelle du château de Mairy-sur-Marne.

### Sources
- Sylvain Mikus, « L'architecte François Poisel en son temps », Études Marnaises, Société d'Agriculture, Commerce, Sciences et Arts de la Marne,‎ 2004 (lire en ligne)